# Manuel Oliva i Torres de Bages
Manuel Oliva i Torres de Bages (Santpedor 1746- ?) fou un metge català. Destacà com a catedràtic de la Universitat de Cervera, on era doctor i professor de medicina. Redactà un llibre sobre les importants epidèmies que patí la vila de Santpedor, titulat Relación que el doctor Manuel Oliva y Torres de Bages dirige a sus compatricios, con descripción de la enfermedad epidémica que descubrió en la villa de Sant-Pedor, su patria a principios del mes de marzo del corriente año de 1782. També, entre les seves obres, cal destacar Distinción general de los médicos i Specimen philosophiae iesuiticae cum dissertatione de optimo genere tradendi philosophiam, sive Philosophiae iesuiticae theses.